# Cryptothecia rubrocincta
Cryptothecia rubrocincta es una especie de liquen de la familia fúngica Arthoniaceae. La especie se distribuye en zonas subtropicales y tropicales del sureste de Estados Unidos, así como en América Central y del Sur, y se ha recolectado con poca frecuencia en algunos lugares de África. El cuerpo del liquen forma costras circulares continuas en la madera muerta, fácilmente reconocibles por el prominente pigmento rojo. La región central, más antigua, está cubierta de gránulos rojos, de esféricos a cilíndricos. Hacia el exterior, desde el centro, pueden distinguirse zonas de color, la primera gris verdosa, la segunda blanca y, por último, un borde algodonoso rojo brillante. Los colores rojo y verde de este inconfundible liquen de bosque dan la apariencia de una corona navideña, lo que sugiere su nombre común en Norteamérica, liquen de Navidad (corona). El pigmento rojo, llamado ácido quiodectónico, es una de las diversas sustancias químicas que produce el liquen para tolerar condiciones de crecimiento inhóspitas.

## Taxonomía y denominación

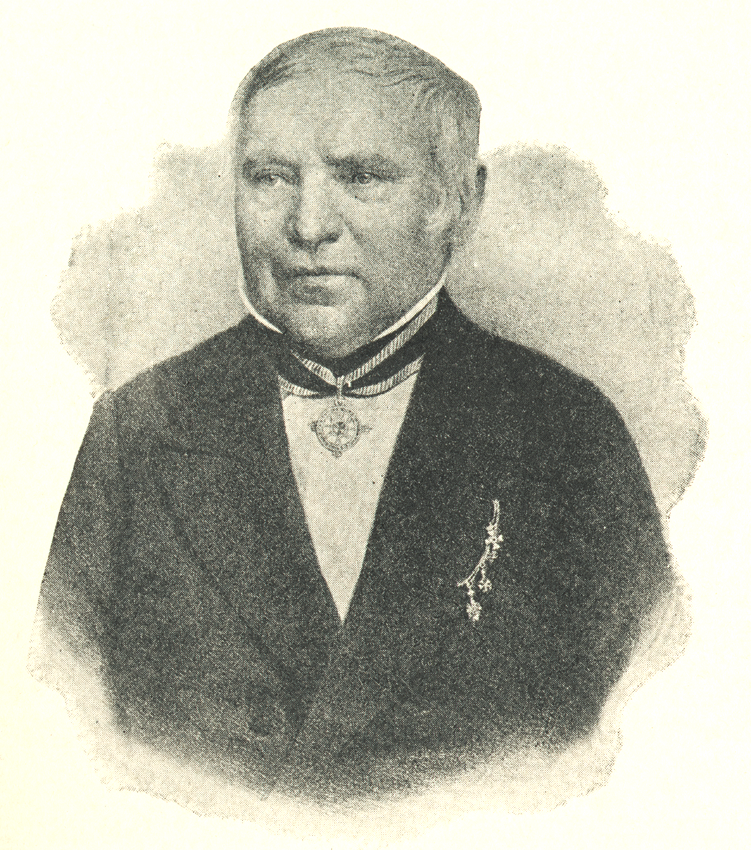
El naturalista alemán Christian Gottfried Ehrenberg describió por primera vez este liquen en 1820.

La clasificación del género Cryptothecia ha sido poco clara, e históricamente, C. rubrocincta se ha colocado en varios géneros diferentes. Como todos los líquenes, C. rubrocincta es una asociación de un hongo (el micobionte) con un organismo fotosintético (el fotobionte), en este caso, un alga. Inicialmente, se desconocía si el componente micobionte de C. rubrocincta era un ascomiceto o un basidiomiceto. Aunque la gran mayoría de los micobiontes de los líquenes son del género Ascomycota, en 1937 el liquenólogo alemán Friedrich Tobler creyó que el micobionte era un basidiomiceto, porque interpretó que algunas estructuras microscópicas inusuales eran conexiones en pinza, estructuras asociadas únicamente a los hongos basidiomicetos. En otra publicación de ese mismo año, especificó que el micobionte era un himenomiceto y describió el género monotípico Herpothallion en sustitución del antiguo nombre Chiodecton sanguineum. Aunque Vernon Ahmadjian corroboró la presencia de conexiones en pinza en la especie cuando estudió su citología en 1967, otros investigadores no encontraron conexiones en pinza en especímenes recogidos en diferentes países. Se pusieron más dudas sobre la posibilidad de que se tratara de un micobionte basidiomiceto con el descubrimiento del dépsido ácido confluentico en 1966, los cuerpos concéntricos en 1975, y los cuerpos de woronin en 1983, ya que todas estas características están restringidas a los Ascomycetes. 
El Código Internacional de Nomenclatura Botánica establece que los nombres de hongos adoptados por Fries en Systema Mycologicum vols. 1-3 están sancionados, es decir, se conservan frente a homónimos anteriores y sinónimos competidores. Esto significa que el nombre Hypochnus rubrocinctum tiene prioridad sobre Byssus sanguinea. El material tipo de H. rubrocinctum fue examinado por Christian Gottfried Ehrenberg en Berlín; desde entonces ha sido destruido, probablemente durante la Segunda Guerra Mundial. El dibujo de la publicación de Erhenberg de 1820 sirve de lectotipo. La especie fue transferida al género Cryptothecia por el liquenólogo sueco Göran Thor en 1991, basándose en su similitud con C. striata, como el talo con crestas radiadas, los isidios granulares y la presencia de para-depsidios (ácido girofórico en C. striata y ácido confluéntico en C. rubrocincta).
El rojo y el verde de C. rubrocincta le dan un aspecto de corona de Navidad, de ahí su nombre común en Norteamérica, liquen de la corona de Navidad. El epíteto específico deriva de las palabras latinas ruber «rojo» y cinctus «ceñido/circunvalado» o «en bandas». El otro epíteto sanguineum es la forma neutra del adjetivo latino sanguineus «sangriento».

## Descripción
Cryptothecia rubrocincta es un liquen costroso, porque crece en forma de costra superficial. El talo, o cuerpo del liquen, está extendido de forma plana y puede estar muy o muy poco adherido a la superficie de crecimiento. Su grosor oscila entre 0,15 y 0,30 mm, y puede ser liso o presentar pequeñas crestas radiales. La región central más antigua de la superficie del liquen tiene muchas estructuras reproductivas llamadas isidios; se asemejan a gránulos de 0,1-0,4 por 0,1 mm. La especie depende enteramente de medios vegetativos para reproducirse, y no se sabe que tenga ninguna estructura sexual. Desde el centro hacia fuera, se pueden diferenciar tres zonas de color en los especímenes maduros; la primera gris verdosa, la segunda blanca, y finalmente un borde algodonoso rojo brillante.
El liquen tiene un protalo distinto, con hifas fúngicas blanquecinas en el borde que carecen de fotobionte y que se proyectan más allá del talo sobre la superficie de crecimiento. El protalo es de color rojo a blanquecino en la parte interna y rojo en la externa. La superficie del talo no tiene una corteza bien definida, una capa exterior de hifas bien empaquetadas. La médula (una capa de hifas dispuesta de forma laxa por debajo de la corteza y la zona fotobionte) es blanquecina, pero la parte inferior es roja. Tiene de pocos a muchos cristales de oxalato cálcico de 3-8 μm de diámetro. Las hifas de la médula tienen muchos cristales de este tipo en las paredes, de 1-2 μm de diámetro. El fotobionte algal (técnicamente un ficobionte, ya que es un socio fotosintético de las algas verdes) es del género Trentepohlia. Normalmente, el alga es larga y filamentosa; cuando está en estado liquen, se divide en filamentos más cortos. El alga tiene un gran cloroplasto que contiene gotitas de betacaroteno. El liquen es heterómero, lo que significa que los componentes micobionte y fotobionte están en capas bien definidas, con el fotobionte en una zona más o menos diferenciada entre la corteza superior y la médula. Las células son individuales o unas pocas células agregadas, con unas dimensiones de unos 8-15 por 5-11 μm.
En 2005 se descubrió que la levadura Fellomyces mexicanus, un miembro anamórfico de la familia Cuniculitremaceae, crecía epifíticamente en el liquen.

## Distribución y hábitat

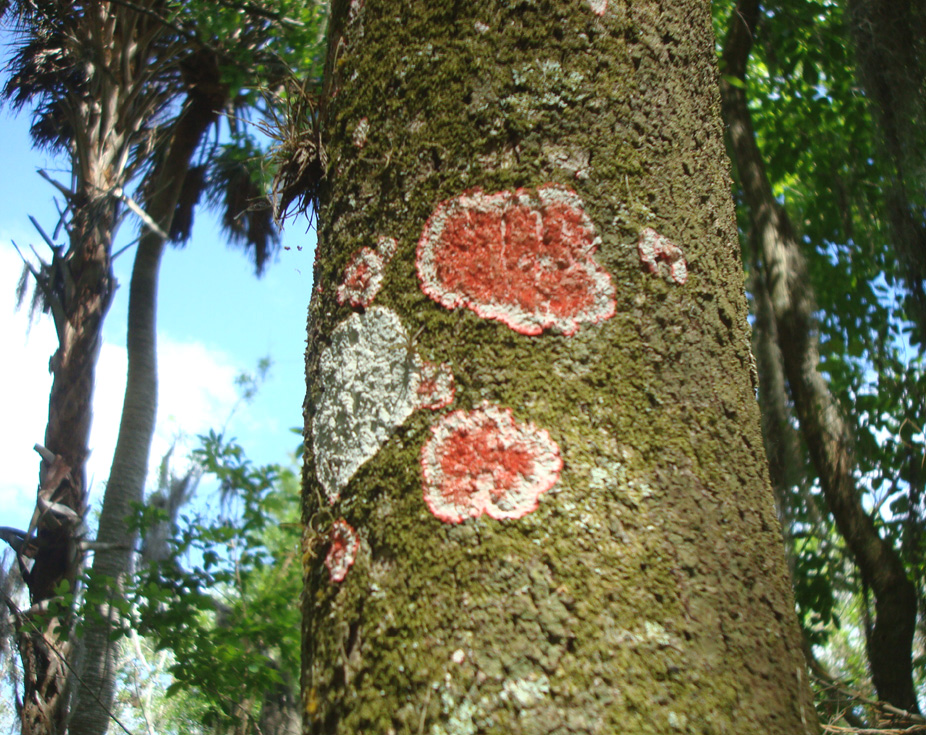
Creciendo en el palmito Sabal en el parque estatal del Río Myakka, Florida

El liquen está ampliamente distribuido en el sureste de Estados Unidos; en 1954 se dio como límite norte de su distribución una línea que pasaba por el sur de Luisiana, Misisipi, Alabama y Georgia. Aunque el límite norte se extendió hasta el sur de Delaware, el autor revisó posteriormente su opinión, y se cree que el límite norte es Carolina del Norte. En Carolina del Norte, se encuentra en la isla Smith, un lugar notable porque representa el límite norte de la distribución de la palma repollo (Sabal palmetto). La presencia de este árbol de 6 metros (20 pies) intercalado entre la especie arbórea dominante Quercus virginiana da a la isla un aspecto subtropical, consistente con el clima preferido del liquen.
Cryptothecia rubrocincta también está muy extendida en zonas tropicales y subtropicales de las Antillas y América Central y del Sur. En América del Sur se encuentra al norte de Chile y Argentina. Es más rara en África, habiéndose recolectado únicamente en tres regiones montañosas muy separadas geográficamente: Santo Tomé y Príncipe, Tanzania y la República Democrática del Congo. El liquen puede encontrarse en altitudes que van desde el nivel del mar hasta los 2.600 metros (en Colombia).
El liquen suele crecer sobre cortezas rugosas en hábitats protegidos y sombreados de bosques subtropicales húmedos y densos. Más raramente, se encuentra sobre rocas u hojas. En EE. UU. se da en hamacas (bosques de frondosas) y pantanos con agua estancada, al menos parte del año. También es común en la vegetación de matorrales de roble o roble-pino. En EE. UU., la especie se asocia a menudo con Cryptothecia striata.

## Química y color

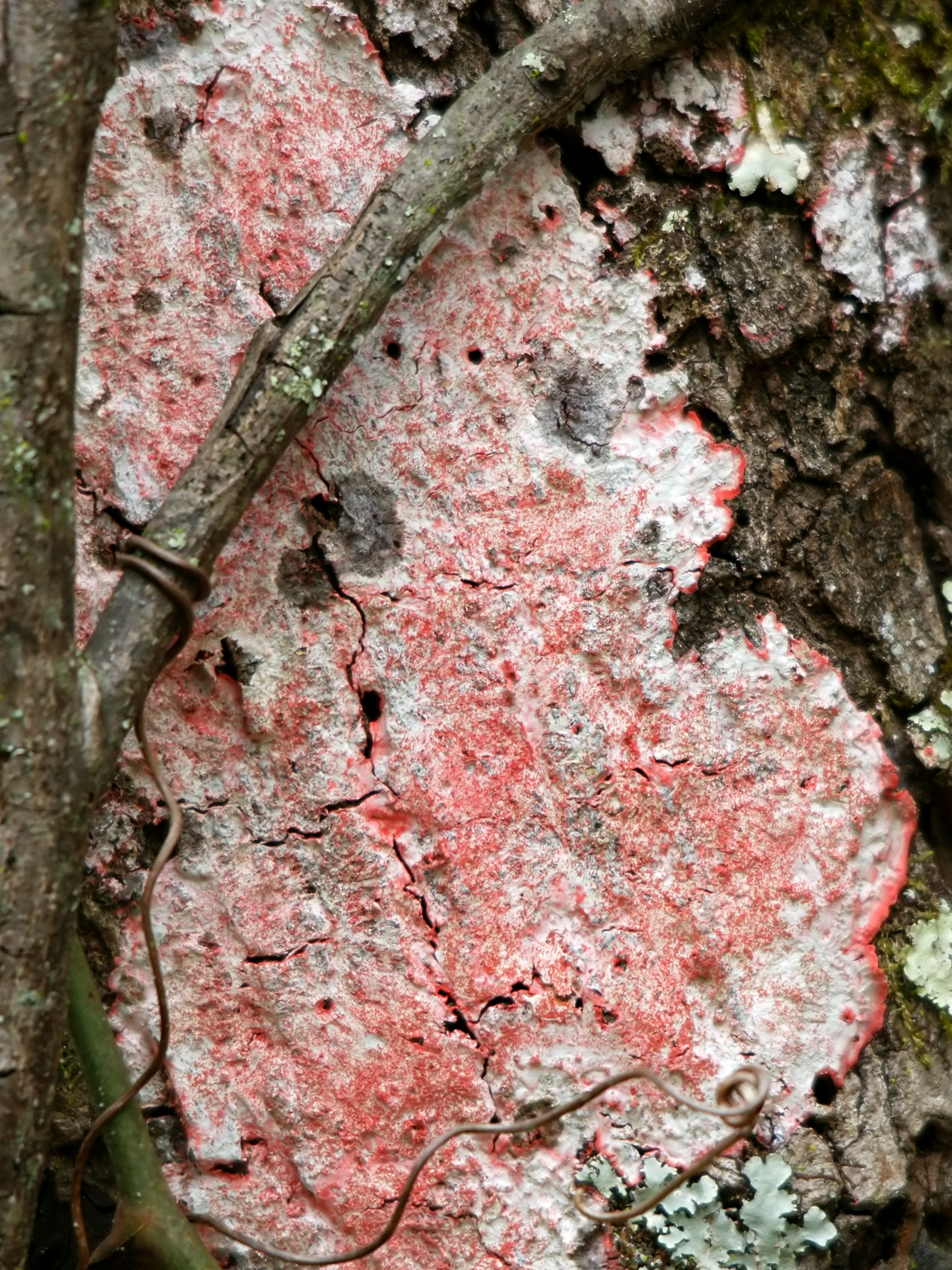
En el condado de Lake, Florida

Cryptothecia rubrocincta se reconoce fácilmente por el pigmento rojo brillante del talo. El pigmento, aislado por primera vez de la especie por Hesse en 1904, se denomina ácido quiodectónico. El liquen también contiene el compuesto incoloro depsido ácido confluentínico. Un estudio de 2005 empleó la técnica de espectroscopia Raman para determinar la composición química de las zonas de colores diferentes. La zona cristalina blanca contiene oxalato cálcico dihidratado, o weddellita, una sustancia química que se encuentra en otros líquenes y extremófilos que crecen en superficies ricas en calcio. Algunos han sugerido que el oxalato de calcio sirve en la estrategia de supervivencia del organismo: el almacenamiento de agua como un hidrato cristalino es esencial para los períodos de sequía en ambientes desecados, y el oxalato de calcio se ha identificado como disuasorio de los herbívoros. Debido a que el liquen crece en superficies pobres en calcio, se cree que los iones de calcio se adquieren de la lluvia, excrementos de aves y partículas en el aire.
Las sustancias químicas de la zona de color rojo incluyen una quinona aromática, betacaroteno y clorofila. La quinona es un pigmento de color rojo intenso, el ácido quiodectónico, que se cree que funciona como protector frente a la radiación; en combinación con el betacaroteno, que tiene un papel establecido en la reparación del ADN celular tras la exposición del organismo a daños causados por los rayos UV, estos protectores frente a la radiación se encuentran a menudo en líquenes y en situaciones extremófilas y son esenciales para la supervivencia.
La zona rosa más clara, situada en el interior de la zona roja, contiene una mezcla de ácido quiodectónico, betacaroteno y oxalato cálcico dihidratado; la mezcla roja y blanca del ácido quiodectónico y el oxalato cálcico da lugar al color característicamente más claro.
Las motas elípticas de color marrón, que pueden observarse tanto en la zona roja como en la rosa del talo, están formadas por ácido confluéntico y oxalato cálcico monohidratado. Se cree que el monohidrato es un subproducto metabólico químicamente más estable del oxalato cálcico dihidratado; la función del ácido confluentico en las motas marrones no está clara.